# Jannis Niewöhner
Jannis Niewöhner, född 30 mars 1992 i Krefeld, är en tysk skådespelare. Han är i Sverige mest känd för sin huvudroll i miniserien Kappvändaren (Der Überläufer), Makten och kärleken (Maximilian) och Fallet Collini som visats på SVT, filmen München – på randen till krig från Netflix, Berlin Station samt för sin roll i Beat.